# Dacia Jogger
De Dacia Jogger is een compacte MPV in crossover-stijl van het Roemeense automerk Dacia.

## Beschrijving
Het model werd in augustus 2021 op de Internationale Automobilausstellung in München onthuld als opvolger van de Lodgy, Logan MCV en Dokker en beschikt net als die modellen over vijf of zeven zitplaatsen.
De Jogger is gebaseerd op de derde generatie Logan maar veel langer dan zijn uitgangspunt. Ten opzichte van de Sandero, de hatchback die in tegenstelling tot de Logan (sedan) bijvoorbeeld in Nederland leverbaar is, is de wielbasis 29 centimeter langer en de hele koets zelfs 45 centimeter. Ook in de hoogte is de Jogger groter dan de auto waarop hij is gebaseerd, zo’n 10 centimeter ten opzichte van de Sandero Stepway. De Jogger heeft standaard de Stepway-achtige uitvoering en het dashboard is afkomstig uit de Sandero.
| Motoren       | Motoren  | Motoren         | Motoren               | Motoren         |
| Naam          | Vermogen | Maximaal koppel | Transmissie           | Brandstof       |
| ------------- | -------- | --------------- | --------------------- | --------------- |
| TCe 100 ECO-G | 100 pk   | 170 Nm          | Handgeschakelde 6-bak | LPG + Benzine   |
| TCe 110       | 110 pk   | 200 Nm          | Handgeschakelde 6-bak | Benzine         |
| HYBRID 140    | 140 pk   | 205 Nm          | Automaat              | Hybride Benzine |

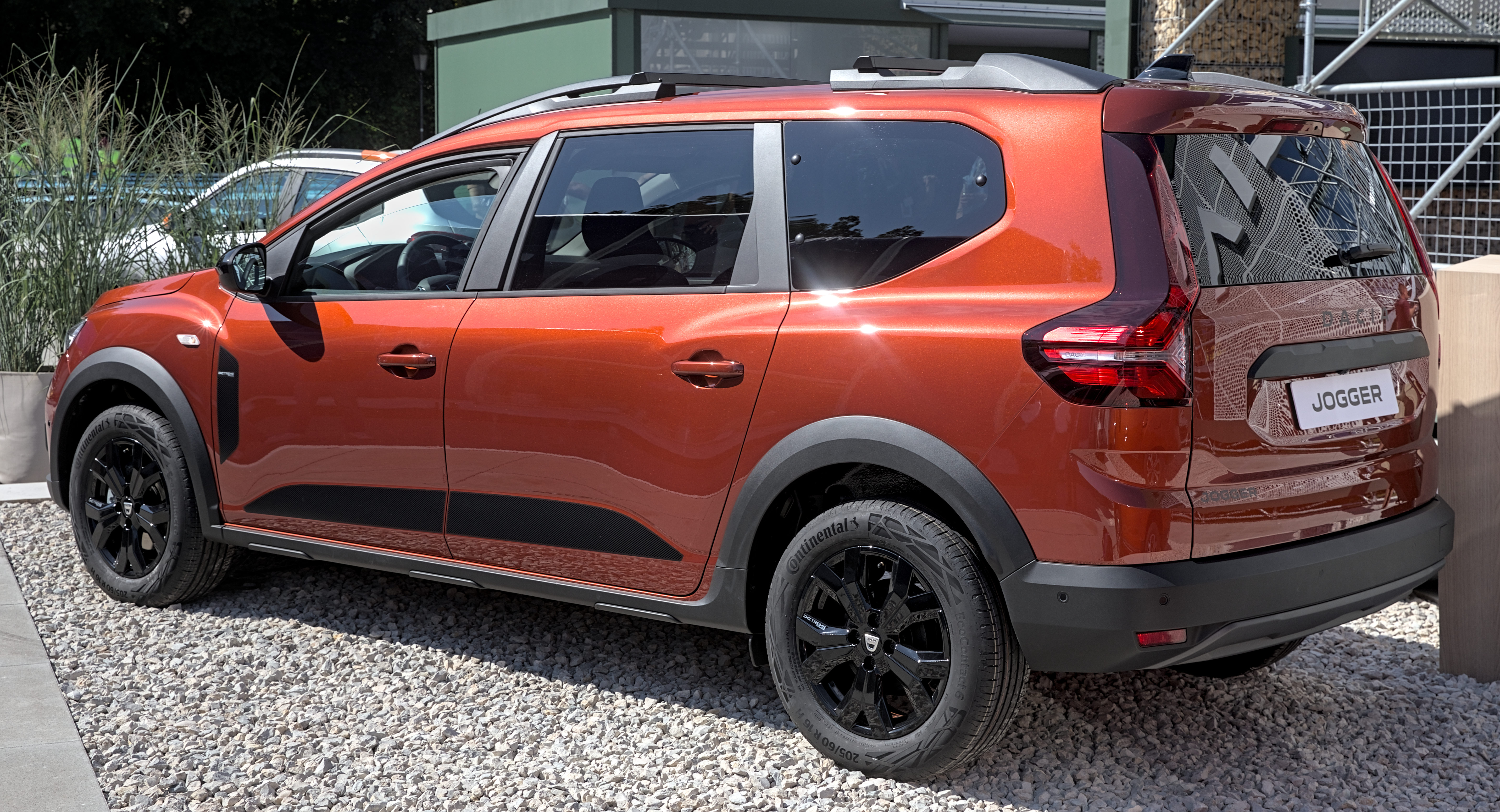
Achteraanzicht
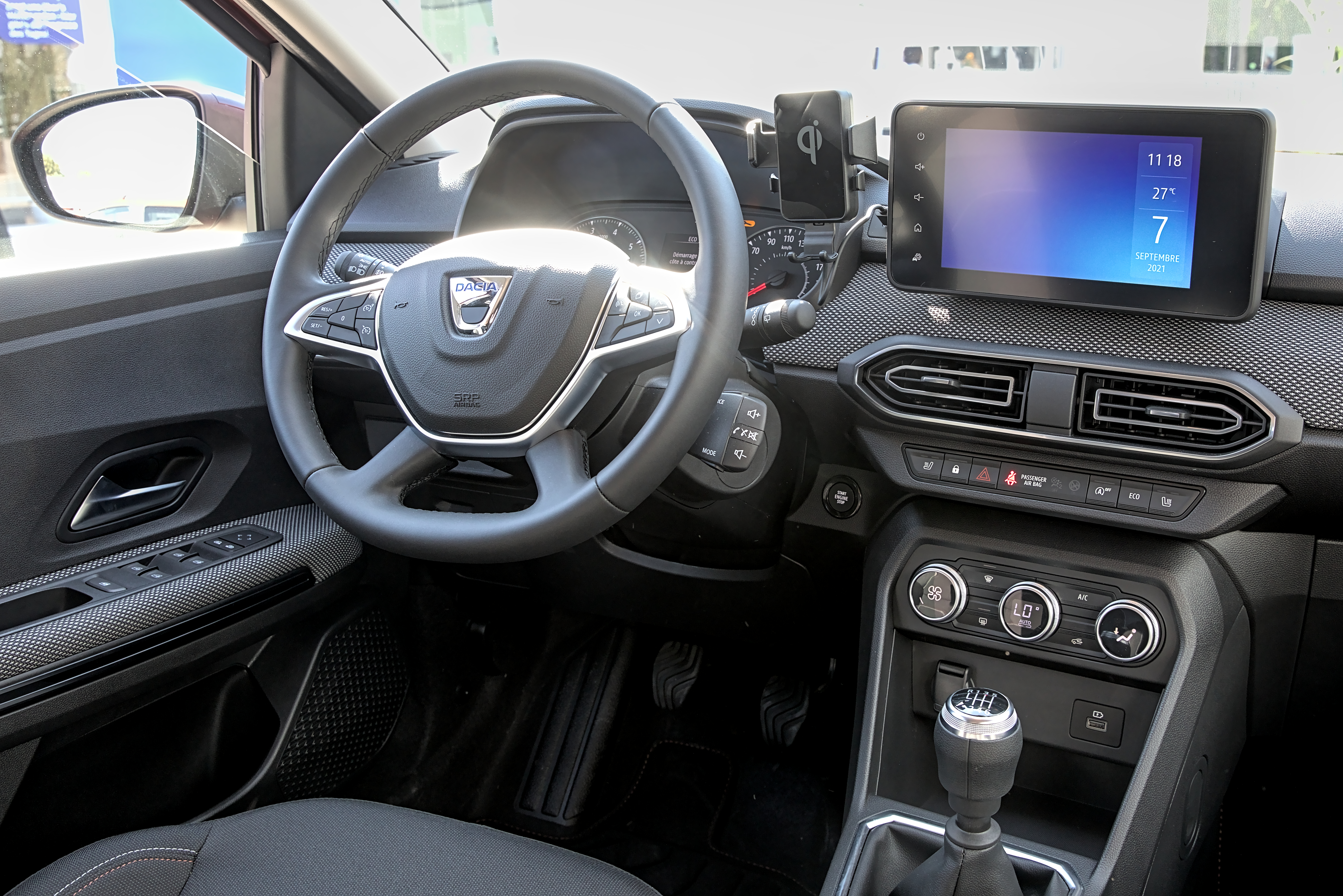
Interieur
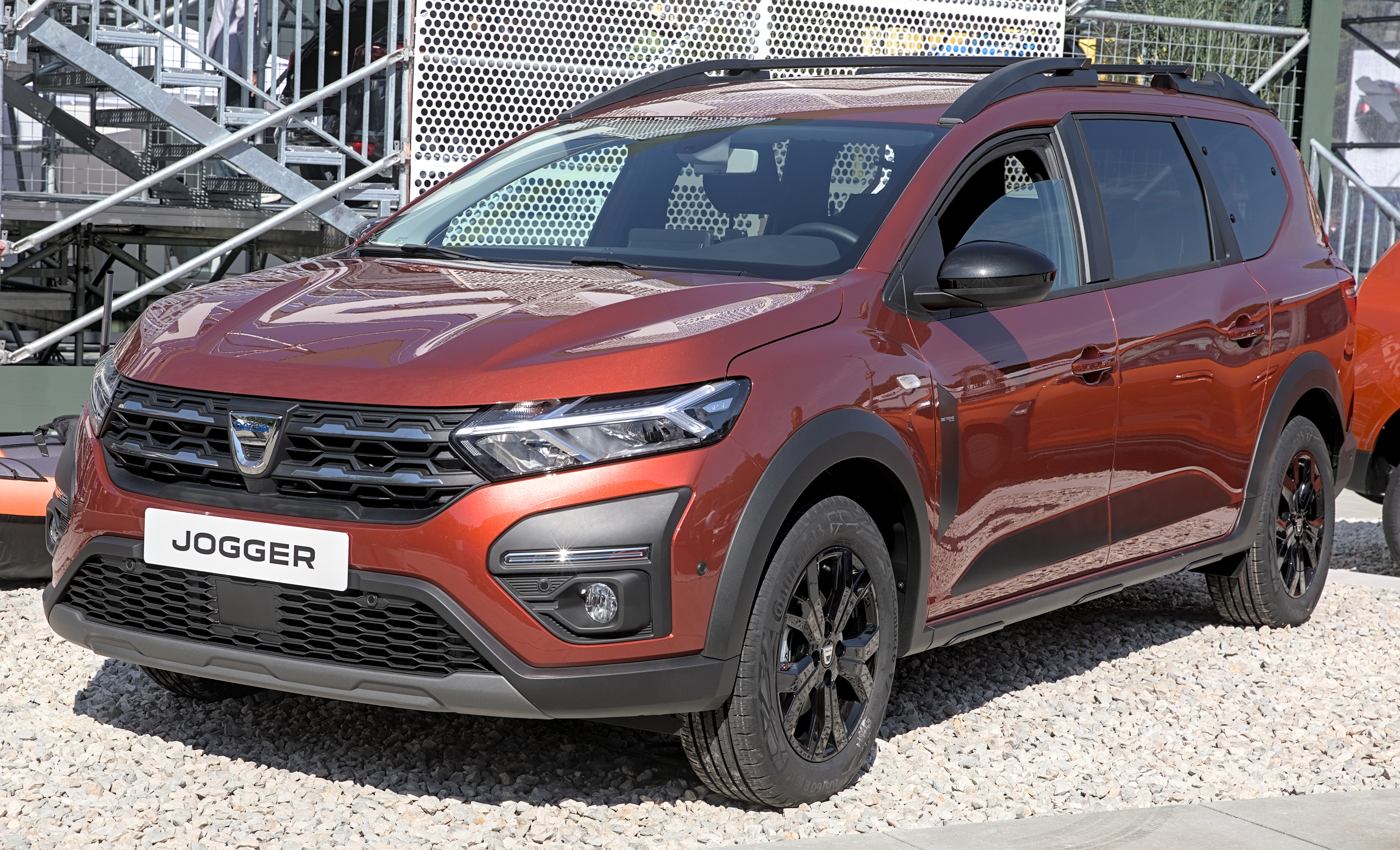
Vooraanzicht

### Verkoopaantallen
In september 2023 gaf de Renault Group aan 80.000 Joggers verkocht te hebben.
| Kentekenregistraties in Nederland | Kentekenregistraties in Nederland |
| --------------------------------- | --------------------------------- |
| 2021                              | -                                 |
| 2022                              | 1248                              |
| 2023                              | 2063                              |
| 2024                              | 1932                              |

### Facelift
In juni 2022 kreeg de Jogger een kleine facelift. Bij deze facelift werd de Jogger voorzien van het nieuwe Dacia-logo. Ook de grill werd licht aangepast.

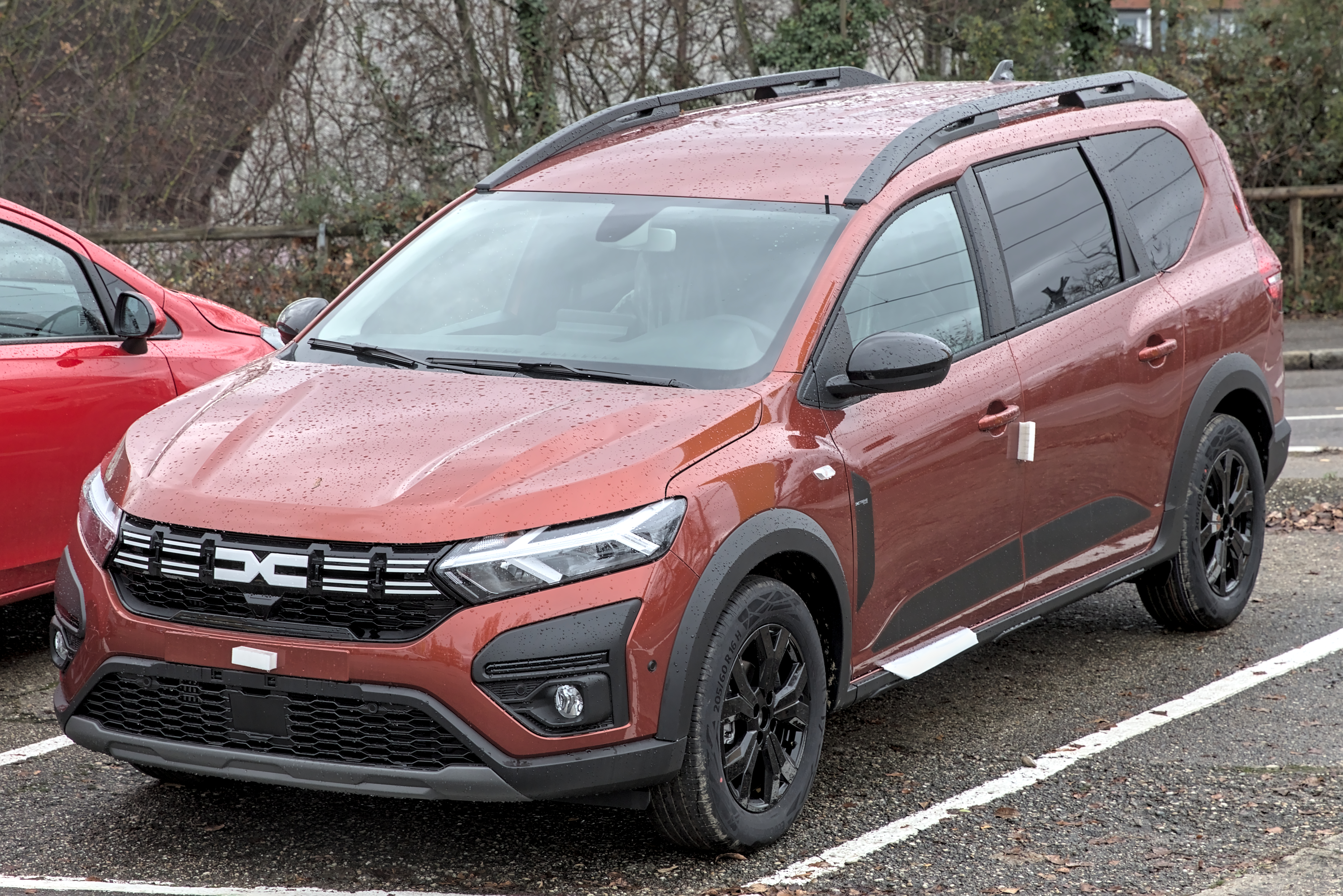
Vooraanzicht na de facelift van juni 2022.

In productie:
Duster ·
Jogger ·
Logan ·
Sandero ·
Spring

Niet meer geproduceerd:
500 ·
1100 ·
1210 ·
1300 ·
1302 ·
1304 ·
1305 ·
1307 ·
1309 ·
1310 ·
1320 ·
1325 ·
1410 ·
1410 Sport ·
2000 ·
Dokker ·
Lodgy ·
Nova ·
Solenza ·
SupeRNova